# Louis Rosier
Louis Rosier (Chapdes-Beaufort, 5 november 1905 – Neuilly-sur-Seine, 29 oktober 1956) was een Formule 1-coureur uit Frankrijk. 
Rosier reed 38 Grand Prix, debuteerde op 13 mei 1950. Hij behaalde 2 podiumplaatsen en wist achttien kampioenspunten te behalen. In 1950/1951 won hij tweemaal de Grote Prijs Formule 1 van Nederland, de Circuit d'Albigeois en de 24 uur van Le Mans met zijn zoon Jean-Louis Rosier.